# Carea subtilis
Carea subtilis är en fjärilsart som beskrevs av Walker 1858. Carea subtilis ingår i släktet Carea och familjen trågspinnare. Inga underarter finns listade i Catalogue of Life.